# مسابقات قهرمانی سلاح‌های بادی آسیا ۲۰۱۲
مسابقات قهرمانی سلاح‌های بادی آسیا در سال ۲۰۱۲ در نانچانگ چین بین ۱۲ تا ۱۸ دسامبر ۲۰۱۲ برگزار شد.

## خلاصه مدال

### مردان
| بازی‌ها               | طلا                                                | نقره                                                                      | برنز                                                                   |
| 10 m air pistol      | هوانگ سوان وین · ویتنام                            | Mai Jiajie · چین                                                          | Shi Xinglong · چین                                                     |
| 10 m air pistol team | چین · Mai Jiajie · Shi Xinglong · Yang Wei         | قزاقستان · Vladimir Issachenko · Vyacheslav Podlesniy · Rashid Yunusmetov | ویتنام · هوانگ سوان وین · Nguyễn Hoàng Phương · Trần Quốc Cường        |
| 10 m air rifle       | Cao Yifei · چین                                    | Wang Tao · چین                                                            | لی جی (تیرانداز تفنگ) · چین                                            |
| 10 m air rifle team  | چین · Cao Yifei · لی جی (تیرانداز تفنگ) · Wang Tao | قزاقستان · Alexey Kleimyonov · Ratmir Mindiyarov · Igor Pirekeyev         | تایلند · Varavut Majchacheep · Worawat Suriyajun · Chandaj Traidumrong |

### بانوان
| بازی‌ها               | طلا                                                   | نقره                                                | برنز                                                   |
| 10 m air pistol      | Ren Jie · چین                                         | Wang Dehui · چین                                    | Su Yuling · چین                                        |
| 10 m air pistol team | چین · Ren Jie · Su Yuling · Wang Dehui                | تایوان · Tu Yi Yi-tzu · Wu Chia-ying · Yu Ai-wen    | هند · Shweta Chaudhary · Annu Raj Singh · Harveen Srao |
| 10 m air rifle       | یو دان (تیرانداز ورزشی) · چین                         | Wu Liuxi · چین                                      | Anjali Bhagwat · هند                                   |
| 10 m air rifle team  | چین · Chang Jing · یو دان (تیرانداز ورزشی) · Wu Liuxi | هند · Anjali Bhagwat · Mampi Das · Sriyanka Sarangi | ایران · الهه احمدی · زهرا هاشمی · صفیحه صحراگرد        |

## جدول مدال
| رتبه           | کشور           | طلا | نقره | برنز | مجموع |
| -------------- | -------------- | --- | ---- | ---- | ----- |
| ۱              | چین            | ۷   | ۴    | ۳    | ۱۴    |
| ۲              | ویتنام         | ۱   | ۰    | ۱    | ۲     |
| ۳              | قزاقستان       | ۰   | ۲    | ۰    | ۲     |
| ۴              | هند            | ۰   | ۱    | ۲    | ۳     |
| ۵              | تایوان         | ۰   | ۱    | ۰    | ۱     |
| ۶              | ایران          | ۰   | ۰    | ۱    | ۱     |
| ۶              | تایلند         | ۰   | ۰    | ۱    | ۱     |
| مجموع (۷ کشور) | مجموع (۷ کشور) | ۸   | ۸    | ۸    | ۲۴    |